# 日野Profia
日野Profia，是日本日野汽車於2003年所推出的一款重型貨車車款，車身重量為16噸以上，用以取代舊有的日野Super Dolphin。日本通常以Profia正式名稱作稱呼，但在國外則通常稱日野700。
日野Profia多數以牽引車形式發售，銷售市場主要是亞洲，包括香港、中國、泰國、印尼、馬來西亞、台灣等等。其主要競爭對手為五十鈴Giga、三菱Super Great、UD Quon和平治Actros。
台灣地區包含Super Dolphin系列都有引進台灣，但在1993年起的大改款Super Dolphin Profia則是由國瑞汽車導入國產，並命名為「大將 (L系列)」，車款提供LSH、LFS、LFR三款；2003年間日本當地推出現行車時，隔年便導入生產，並改與全球同步，稱為700車系。
中國大陸銷售的日野700則由廣州汽車集團與日野合資的廣汽日野生產，採用上海日野出品的引擎。

## 歷史
此車型前身為日野於1981年推出的Super Dolphin，是Z#／K#／H#系列大型車之後繼車。後者是在原來日野Ranger的重型車版本，車頭採用日野Ranger設計，採用EF550和EF750柴油引擎。而Super Dolphin牽引車版本更採用另一個前頭格柵，以區別自卸車等車型。後期車頭燈更由四盞圓燈改為四盞方燈。
1992年再因著第四代Ranger外型設計，推出Super Dolphin第二代車型，並增加副車名Profia。其規格除車身設計，大體沒有兩樣。這也是日後2003年推出的Profia版本。
由2003年推出到現在，日野Profia大抵提供了以下各款規格：
- FH 4x2
- FN 6x2 雙前軸
- FQ 6x4 低地台
- FR 6x2 雙後軸
- FS 6x4
- FW 8x4 低地台
- FY 8x4
- SH 4x2 牽引車
- SS 6x4 牽引車
- SV 6x4 牽引車

## 圖集

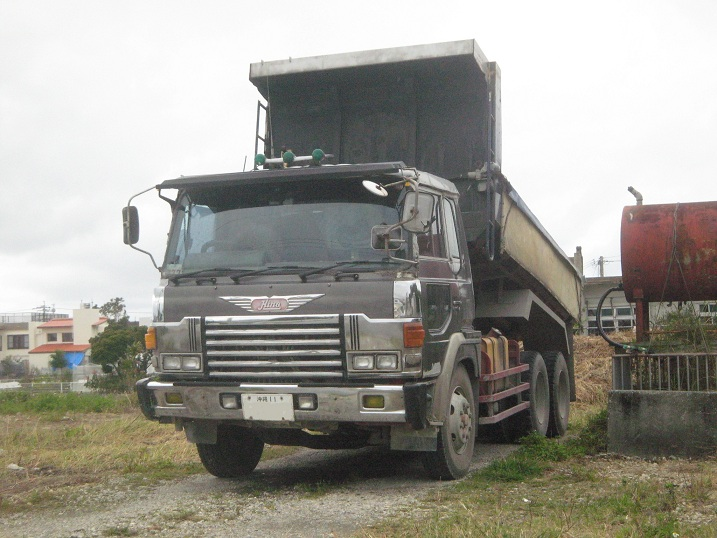
日野Super Dolphin，日野Profia之前身
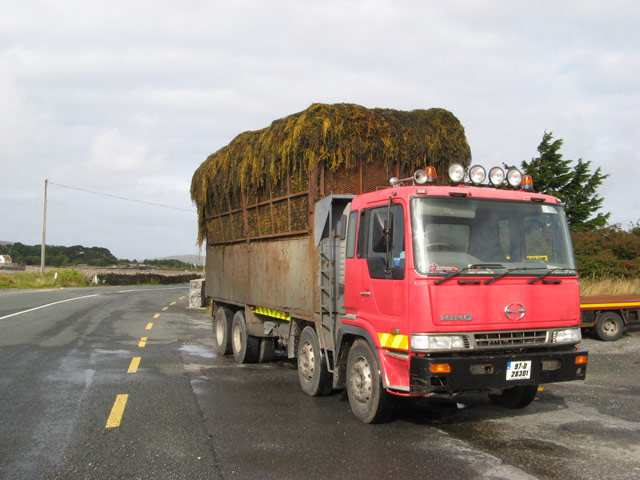
日野Super Dolphin海外後期(日本中期版本)
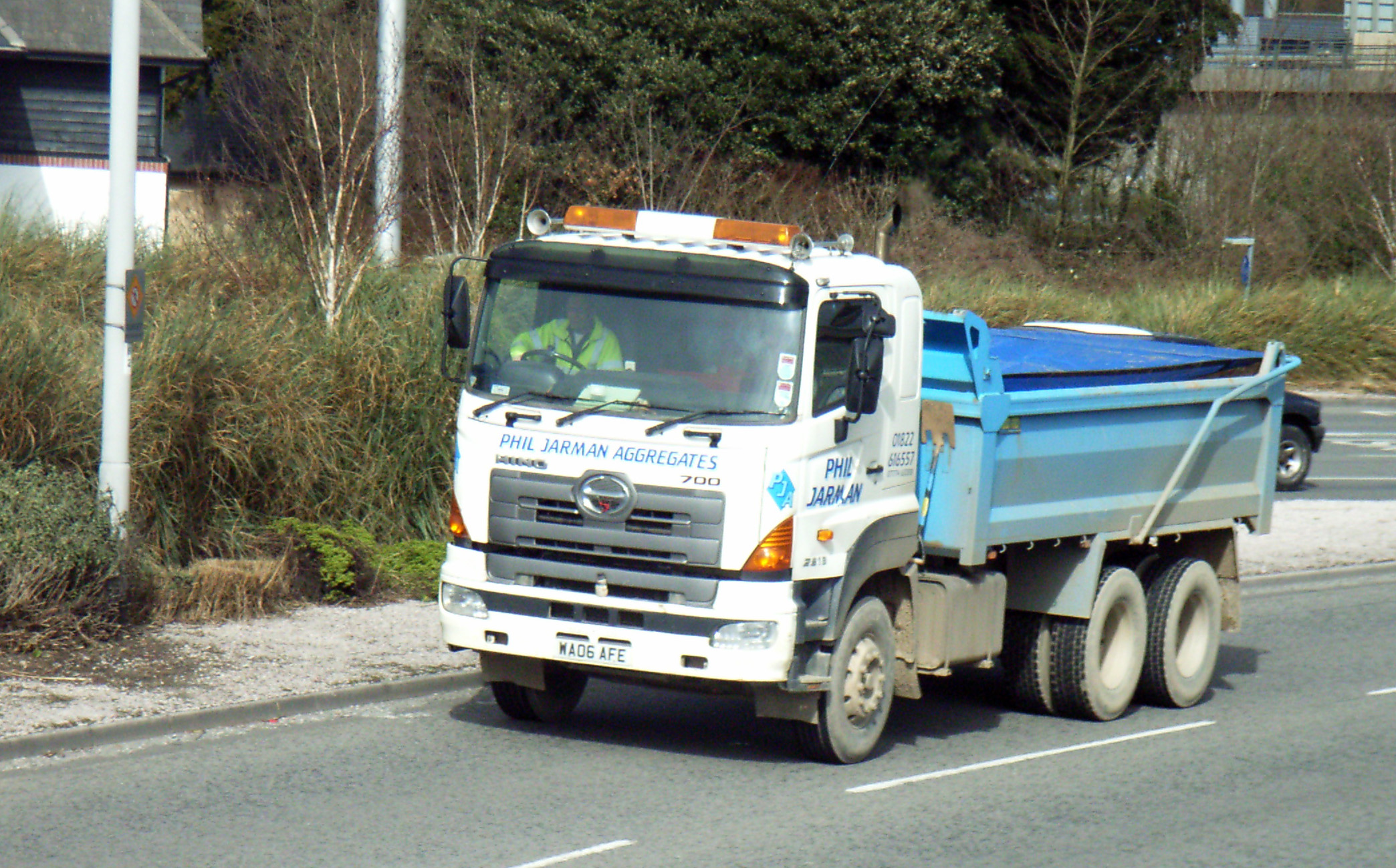
日野Profia自卸車
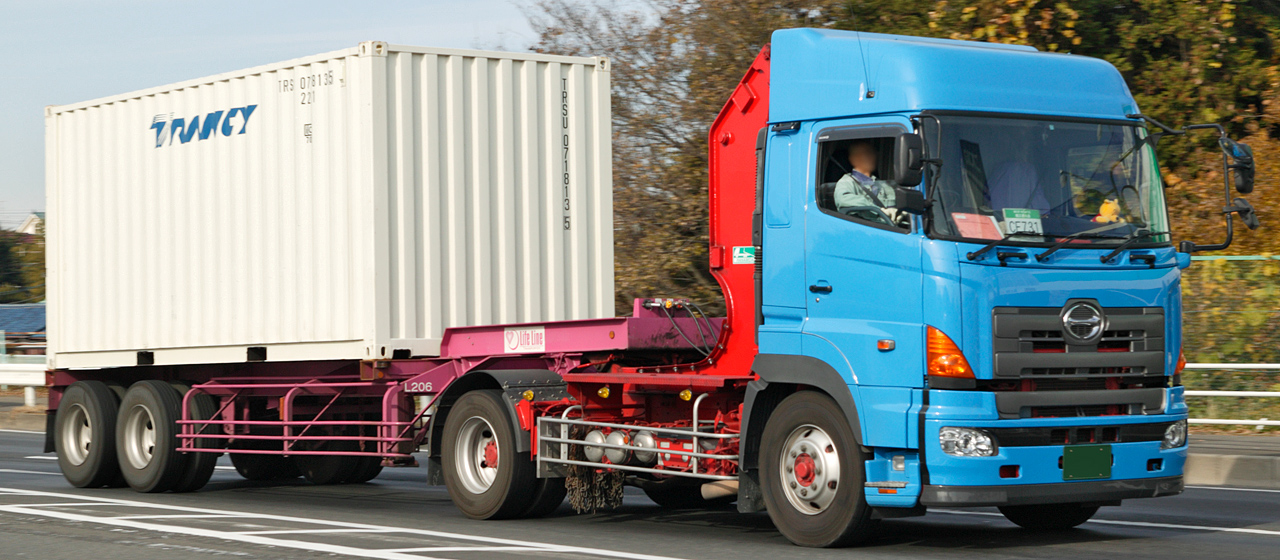
日野Profia牽引車

## 外部連結
- 日野Profia官方網站 (日本語) （页面存档备份，存于）